# Let's Start a War
Let's Start a War o Let's Start a War... (Said Maggie One Day) è un album del gruppo punk rock The Exploited pubblicato nel 1983 da Combat Records. Il titolo si riferisce alla decisione di Margaret Thatcher di entrare in guerra nel 1982 (Guerra delle Falkland), suggerendo che l'abbia fatta quasi come un capriccio. La guerra controversa ha alimentato molte canzoni di protesta di gruppi punk.

## Tracce
- Tutte le tracce sono state scritte da Wattie Buchan e John Duncan tranne dove specificato

1. "Let's Start a War (Said Maggie One Day)" – 3:13
2. "Insanity" – 4:19
3. "Safe Below" – 2:17
4. "Eyes of the Vulture" – 4:01
5. "Should We, Can't We" –  1:41
6. "Rival Leaders (Re-Mix)" –  3:01
7. "God Saved the Queen" –  5:43 (Buchan)
8. "Psycho" –  2:01
9. "Kidology" –  2:09
10. "False Hopes" –  1:39 (Buchan)
11. "Another Day to Go Nowhere" –  2:31  (Buchan)
12. "Wankers" –  2:37 (Buchan)

## Formazione
- Wattie Buchan - voce
- Karl - chitarra
- Billy - basso
- Willie Buchan - batteria